# Dothan (Alabama)
Dothan es una ciudad ubicada en los condados de Houston, Dale y Henry en el estado estadounidense de Alabama. En el año 2000 tenía una población de 57 737 habitantes y una densidad poblacional de 284,9 personas por km².
Dothan es la ciudad principal del área metropolitana de Dothan, Alabama, que abarca todos los condados de Geneva, Henry y Houston; la pequeña porción en el condado de Dale es parte del área estadística micropolitana de Ozark. Juntos forman el área estadística combinada Dothan-Ozark. El condado de Coffee y su área micropolitana de Enterprise se combinaron originalmente como un área estadística también con Dothan y Ozark, pero ahora la Oficina del Censo de EE. UU. la divide como su propia área estadística. Juntos forman la parte de Alabama de la región de Wiregrass, de la cual Dothan es la ciudad más grande de esa parte. La población combinada de toda el área metropolitana de Dothan en 2020 era de 151.007 habitantes.  La ciudad es el principal centro comercial y de transporte de una parte importante del sureste de Alabama, el suroeste de Georgia y partes cercanas del Panhandle de Florida. Dado que aproximadamente una cuarta parte de la cosecha de maní de EE. UU. se produce cerca y gran parte se procesa en la ciudad, Dothan es conocida como "La capital mundial del maní". También alberga el Festival Nacional del Maní anual en el recinto ferial del Festival del Maní. 

## Geografía
Dothan se encuentra ubicada en las coordenadas 31°13′38″N 85°24′26″O / 31.22722, -85.40722. Según la Oficina del Censo, la localidad tiene un área total de 31,8 km² (12,3 mi²), de la cual 31,5 km² (12,2 mi²) es tierra y 0,3 km² (0 mi²) (0.90%) es agua. 
Está ubicado en la región de Wiregrass en el sureste de Alabama, cerca de las fronteras estatales de Florida y Georgia. La topografía es generalmente plana y boscosa, con algunas colinas pequeñas que descienden gradualmente hacia el río Chattahoochee al este y la llanura costera del golfo al sur.

## Clima
Dothan tiene un clima subtropical húmedo (Köppen Cfa). Esto produce veranos calurosos y húmedos e inviernos generalmente suaves, con temperaturas medias diarias que oscilan entre 83 grados Fahrenheit (28,3 °C) en verano hasta 50,8 grados Fahrenheit (10,4 °C) durante el invierno. Las precipitaciones son abundantes durante todo el año, oscilando entre 6,17 pulgadas (15,7 cm) en agosto, el mes más lluvioso, a 2,7 pulgadas (6,9 cm) en octubre, el mes más seco. Las nevadas son extremadamente raras; una nevada de dos pulgadas ocurre aproximadamente una vez cada diez años, lo que resulta en un promedio anual de 0,2 pulgadas (0,5 cm) ; El último gran evento de nieve ocurrió el 12 de febrero de 2010. Otros eventos de nieve importantes en la historia de la ciudad ocurrieron en 1973, 1977, 1989 y 1993.  Los tornados son un riesgo frecuente durante la primavera, el verano y el otoño; La actividad de tornados de la ciudad está ligeramente por debajo del promedio del estado de Alabama, pero un 79% por encima del promedio de Estados Unidos. 

## Demografía
Según la Oficina del Censo en 2000 los ingresos medios por hogar en la localidad eran de $35,000, y los ingresos medios por familia eran $45,025. Los hombres tenían unos ingresos medios de $34,475 frente a los $22,572 para las mujeres. La renta per cápita para la localidad era de $20,539. Alrededor del 15,6% de la población estaban por debajo del umbral de pobreza. 
Los indios intratribales Cher-O-Creek reconocidos por el estado estaban en Dothan.  Descendían de miembros de los pueblos Cherokee y Creek que ocuparon esta área y se resistieron a ser trasladados al territorio indio en la década de 1830. 

### Censo de 2020
Según el censo de Estados Unidos de 2020, había 71.072 personas, 27.103 hogares y 16.607 familias residiendo en la ciudad.
| Composición racial de Dothan       | Composición racial de Dothan | Composición racial de Dothan |
| Raza                               | Núm.                         | %                            |
| ---------------------------------- | ---------------------------- | ---------------------------- |
| Blanco (no hispano)                | 39.834                       | 56,05%                       |
| Negro o afroamericano (no hispano) | 23.755                       | 33,42%                       |
| Nativo americano                   | 180                          | 0,25%                        |
| asiático                           | 1,124                        | 1,58%                        |
| Isleño del Pacífico                | 44                           | 0,06%                        |
| Otro/Mixto                         | 3.004                        | 4,23%                        |
| hispano o latino                   | 3.131                        | 4,41%                        |

## Historia

### Primeros años
Entre 1763 y 1783, la región que hoy es Dothan fue parte de la colonia de la Florida Occidental Británica.  Los colonos europeo-americanos que atravesaron la zona a finales del siglo XVIII y principios del XIX descubrieron el manantial indio y lo llamaron "Poplar Head". La mayoría consideró que el suelo arenoso común a esta región no sería apto para la agricultura, por lo que siguieron adelante.
Se construyó una tosca empalizada en Barber Plantation, donde los colonos podían refugiarse cuando se sintieran amenazados. Poco a poco la zona recibió más colonos blancos. Este fuerte desapareció en la década de 1840, después del final de las Guerras Indias en Alabama y la expulsión de los indios en la década de 1830, cuando la mayoría de los miembros de las Cinco Tribus Civilizadas fueron llevados por la fuerza al territorio indio al oeste del río Mississippi. Se consideró que los miembros de la tribu que permanecieron en el sureste habían renunciado a su membresía tribal y se habían convertido en ciudadanos estatales y estadounidenses.
Los primeros colonos blancos permanentes estaban formados por nueve familias que se trasladaron a la zona a principios de la década de 1830 para cosechar la abundante madera. Su asentamiento, llamado Poplar Head después de la primavera, no logró prosperar. Estaba casi abandonado en la época de la Guerra Civil. Después de la guerra, se fundó una ruta local Pony Express; junto con otros desarrollos durante la Era de la Reconstrucción, la ciudad comenzó a crecer. El 11 de noviembre de 1885, los ciudadanos votaron para incorporar, nombrando a su nueva ciudad Dothan por sugerencia de un clérigo local después de descubrir que "Poplar Head" ya estaba registrada en la oficina de correos de EE. UU. para una ciudad en el norte de Alabama. 

### Disturbios civiles
El 12 de octubre de 1889,  Dothan fue escenario de un altercado mortal resultante de una disputa sobre un impuesto aplicado a los vagones que circulaban dentro de los límites de la ciudad. Los agricultores locales se opusieron al impuesto y se unieron en un organismo llamado "Alianza de Agricultores". El arresto de algunos de los hombres de la alianza provocó un motín que dejó dos hombres muertos y otros gravemente heridos.  El jefe de policía Tobe Domingus fue declarado culpable de asesinato y condenado a diez años de prisión. Las apelaciones ante la Corte Suprema de Alabama resultaron en un nuevo juicio  y Domingus fue absuelto.

### Expansión y crecimiento
En 1893, Dothan consiguió una parada en el primer ferrocarril que se construyó en la región. Este desarrollo trajo nueva prosperidad y crecimiento, ya que los agricultores locales tenían un medio para comercializar y transportar sus productos. Los bosques de pinos se aprovechaban para obtener trementina y madera, que se transformaba en mástiles de barcos, madera y otros productos de madera. A medida que se cortaban los pinos y posteriormente se limpiaban las tierras, se cultivó algodón como elemento básico de la economía local. Los cultivos fueron devastados por el picudo del algodón a principios del siglo XX.
Los agricultores recurrieron a la producción de maní, que tuvo éxito y aportó beneficios económicos a la ciudad. Se convirtió en un centro para la producción y transporte de maní y productos relacionados.  Hoy en día, una cuarta parte de la cosecha de maní de Estados Unidos se cosecha en 75 millas (120,7 km) de Dotán.  Dothan también se convirtió en un centro de desarrollo industrial en el siglo XX, a las empresas textiles y agrícolas se unieron las plantas de fabricación de las corporaciones Sony, Michelin y General Electric que comenzaron a operar instalaciones en la ciudad.

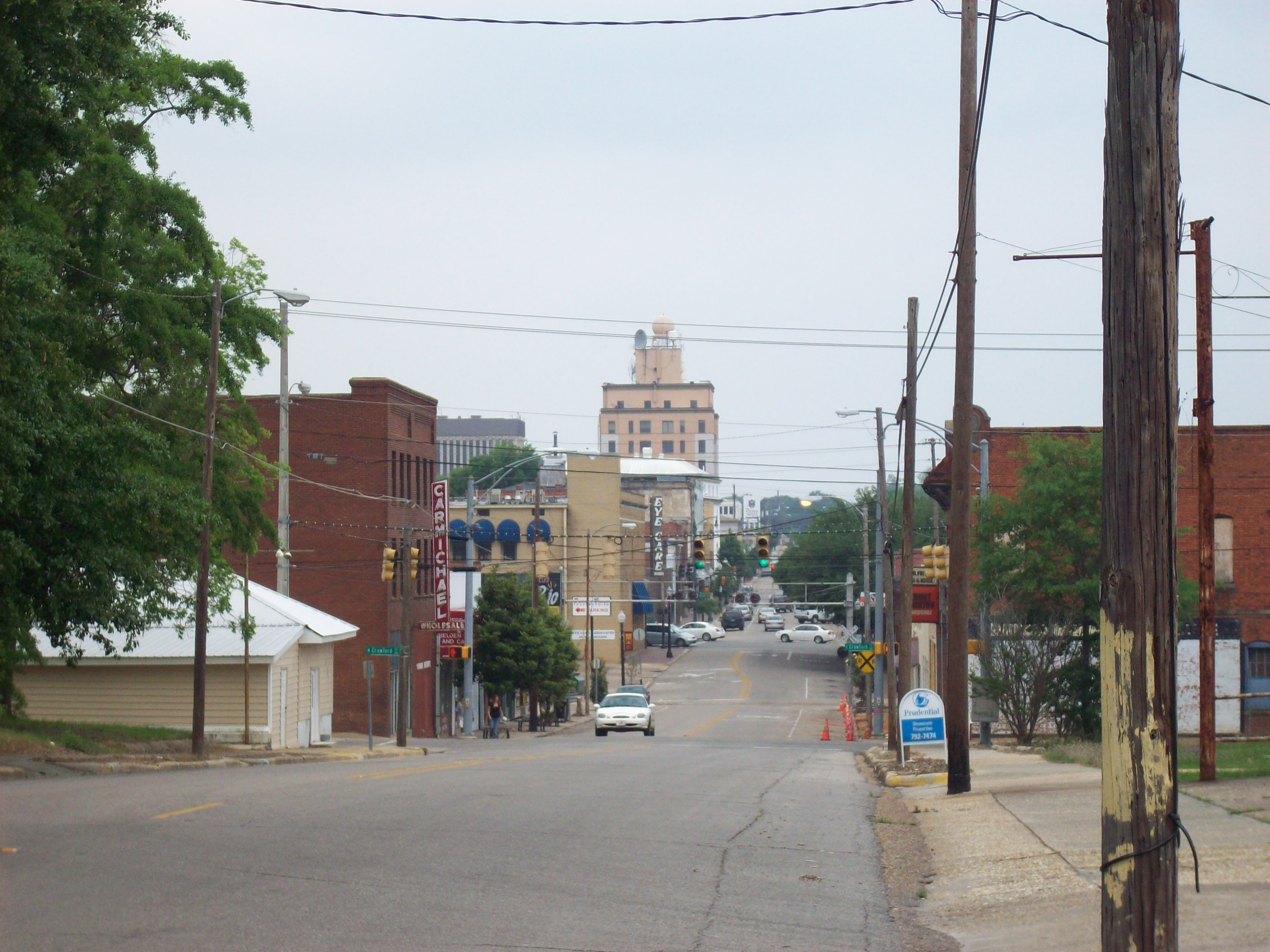
Mirando hacia Foster St. hacia el centro de Dothan

Dothan también buscó el desarrollo industrial, y a las empresas textiles y agrícolas se unieron las plantas de fabricación de las corporaciones Sony, Michelin y General Electric en el siglo XX. La Southern Company construyó la central nuclear Joseph M. Farley cerca de la ciudad entre 1970 y 1981; Esta instalación de 1.776 megavatios genera actualmente aproximadamente 13.000 GW-h al año.  En 2010, Sony anunció el cierre de su planta de Dothan. Pemco Aviation se declaró en quiebra en marzo de 2012 y en mayo de ese año anunció el cierre de sus instalaciones en Dothan.
Originalmente parte del condado de Henry, Alabama, Dothan se convirtió en la sede del recién formado condado de Houston el 9 de mayo de 1903. La ciudad continuó floreciendo y creciendo a lo largo del siglo XX, con la construcción del Aeropuerto Regional de Dothan en 1965 y el Wallace Community College en 1969. La Universidad de Troy estableció un campus en Dothan en 1961 en la parte noroeste de la ciudad. 

## Gobierno

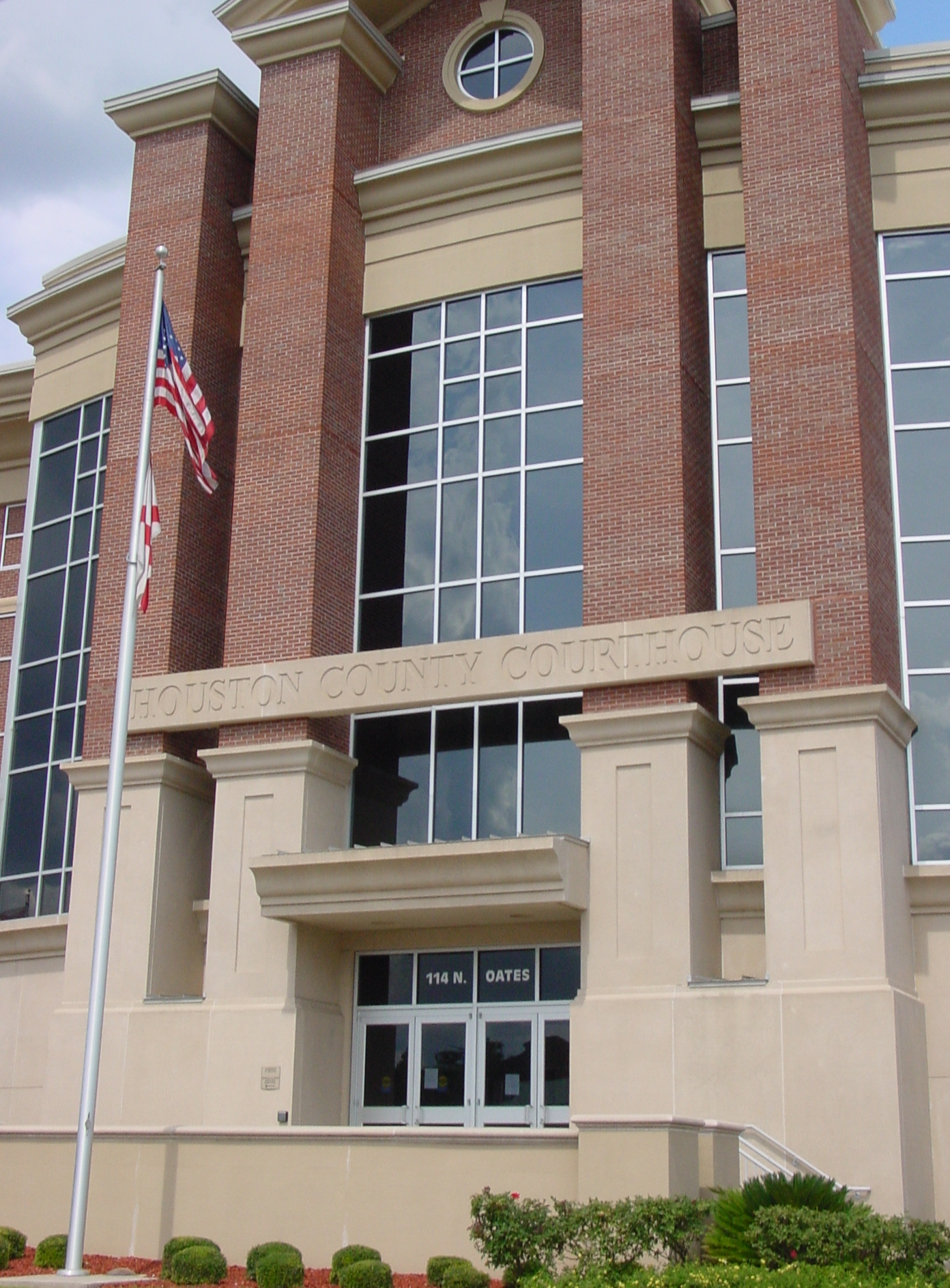
Palacio de justicia del condado de Houston en Dothan

Dothan está gobernado por un alcalde y un concejo municipal (llamado "junta de comisionados"), con un administrador municipal empleado para gestionar los asuntos de la ciudad.  La ciudad está dividida en seis distritos municipales, con un comisionado elegido de cada distrito uninominal por un período de cuatro años. Los miembros de la comisión sirven a tiempo parcial y son responsables de redactar todas las ordenanzas y políticas de la ciudad y de la apropiación de los fondos de la ciudad. El alcalde de Dothan es elegido en general por cuatro años y sirve como miembro de la junta de comisionados. El administrador de la ciudad implementa las políticas de la junta y gestiona las operaciones diarias de la ciudad, incluida la contratación, gestión y despido de los jefes de los departamentos del gobierno de la ciudad. Un total de 999 empleados a tiempo completo y 215 a tiempo parcial trabajan para las agencias de la ciudad de Dothan, incluidas la policía, los bomberos, el personal administrativo, judicial, financiero, de obras públicas y de servicios públicos. 
En 2017, el alcalde era Mark Saliba y el administrador de la ciudad era Mike West. Larry H. Williams se desempeñó como jefe de bomberos de la ciudad y Steve Parrish fue jefe de policía.   
Dothan está en el segundo distrito del Congreso de Alabama; su representante (a partir de 2021) es Barry Moore. La ciudad está dividida en tres distritos senatoriales estatales diferentes (28, 29 y 31)  y cuatro distritos representativos del estado (85, 86, 87 y 93). 

## Educación
La mayoría de los estudiantes K-12 en Dothan y el condado de Houston asisten a las escuelas de la ciudad de Dothan  o a las escuelas del condado de Houston.  Otros asisten a escuelas privadas locales, como Houston Academy,  Providence Christian School,  Northside Methodist Academy,  Emmanuel Christian School,  y Westgate Christian School.  Los institutos de educación superior incluyen Fortis College, Troy University Dothan Campus,  Wallace Community College, Bethany Divinity College & Seminary,  y Alabama College of Osteopathic Medicine. 

## Infraestructura

### Aeropuerto
El aeropuerto regional de Dothan cuenta con el servicio de Delta Air Lines y Aero-One Aviation desde septiembre de 2017. El aeropuerto se estableció en la antigua base aérea del ejército en Napier Field en 1965, después de que el entonces alcalde Richmond McClintock iniciara una iniciativa para trasladar el aeropuerto a principios de la década de 1950. Los servicios a reacción comenzaron en 1968 con la adquisición del avión DC-9 por parte de Southern Airways y continúan hoy utilizando el avión de pasajeros regional CRJ-200. 
A diferencia de muchos aeropuertos municipales de EE. UU., el aeropuerto de Dothan es totalmente autosuficiente y funciona sin financiación generada por impuestos. Todos los ingresos del aeropuerto se generan mediante el alquiler y otras tarifas de usuario que se cobran a los clientes e inquilinos de las instalaciones. 
El aeropuerto sirve como estación de observación meteorológica del Servicio Meteorológico Nacional local. 

### Carreteras
Las rutas estadounidenses 84, 231 y 431 atraviesan Dothan a lo largo de varias partes de Ross Clark Circle (AL-210), la circunvalación que rodea la ciudad. La US 84 corre a lo largo de la parte norte de la circunvalación de oeste a este, conduciendo al este 55 mi (88,5 km) hasta Bainbridge, Georgia y oeste 30 mi (48,3 km) hasta la empresa. La US 231 corre a lo largo de la parte occidental de la circunvalación de sur a norte, dirigiéndose al noroeste 56 mi (90,1 km) hasta Troya y el sur 83 mi (133,6 km) hasta Panama City, Florida. La US 431 comienza su camino hacia el norte en el extremo sur de Ross Clark Circle y corre a lo largo de la parte este de la circunvalación, dirigiéndose al norte 51 mi (82,1 km) hasta Eufaula. Otras carreteras que pasan por Dothan incluyen las rutas 52 y 53 del estado de Alabama. Dothan es actualmente la única ciudad entre las diez más grandes de Alabama que no tiene acceso a la Interestatal, siendo la Interestatal más cercana la Interestatal 10 que corre 32 millas al sur.

### Tránsito
Aunque los trenes de pasajeros ya no operan a través de Dothan, la estación de Dothan de 1907 sigue en pie. Greyhound Bus Lines mantiene una estación en la ciudad.  Dothan no cuenta con transporte público programado regularmente, pero ofrece un servicio de transporte a través de su organización sin fines de lucro Wiregrass Transit Authority. 

## Religión
La denominación cristiana más grande en Dothan es la Iglesia Bautista del Sur.  También hay iglesias anglicanas, de Cristo, metodistas, presbiterianas, luteranas, AME, bautistas de libre albedrío, episcopales, pentecostales unidas, Asambleas de Dios, adventistas del séptimo día y varias iglesias evangélicas que sirven a la comunidad protestante de Dothan. La Iglesia Ortodoxa de San Miguel  es una Iglesia Ortodoxa de Antioquía, que sirve a la comunidad ortodoxa en Dothan y Wiregrass. "La iglesia católica St. Columba sirve a los católicos romanos de Dothan".  Dothan alberga una sinagoga de judaísmo reformista, Temple Emanu-El,  que se hizo famosa a nivel nacional en 2008 cuando la congregación ofreció a las familias judías hasta 50.000 dólares para trasladarse a Dothan y fortalecer la comunidad.  La ciudad también alberga dos mezquitas,  dos barrios de la Iglesia de Jesucristo de los Santos de los Últimos Días,  un Salón del Reino de los Testigos de Jehová. 

## Medios de comunicación
Dothan cuenta con un diario, el Dothan Eagle,  un periódico semanal, el Dothan Progress,  y un blog, Rickey Stokes News.  Tiene cuatro estaciones de televisión, WRGX-LD 23 (NBC),  WDFX 34 (FOX),  WDHN 18 (ABC) y la estación de televisión más antigua del sureste de Alabama, WTVY 4 (CBS/MyNetworkTV/CW). WOW!, Comcast y Spectrum (anteriormente Time Warner Cable) brindan servicio de televisión por cable. DirecTV y Dish Network ofrecen televisión satelital de transmisión directa, incluidos canales locales y nacionales. La ciudad también cuenta con varias estaciones de radio; entre las más antiguas se encuentra 560 WOOF-AM, que salió al aire como estación de AM en 1947; 99.7 WOOF-FM salió al aire en 1964.  A partir de 2020, los formatos de radio en Dothan son los 40 principales/CHR/pop (106,7 WKMX), contemporáneo para adultos (107,7 W299BX, 99,7 WOOF-FM), clásica (88,7 WRWA), cristiana (94,3 WIZB), rock (100,5 WJRL- FM), éxitos clásicos (102.5 WESP), country (95.5 WTVY-FM, 105.3 WECB), rap/hip hop/urbano (700/105.9 WARB/W290DG), urbano adulto contemporáneo (93.1 WBBK-FM), programas de radio (103.9 WDBT) y deportes (560/101.1/107.1 WOOF-AM/W261AT/W296DQ).  Dothan Magazine  ofrece un punto de vista bimestral centrado en las personas del área de Dothan que mantiene a los lectores actualizados sobre los últimos eventos, tendencias y problemas de la comunidad. Los números archivados de la revista Dothan están en línea. 

## Deportes
Dothan fue sede de equipos de béisbol de ligas menores de 1915 a 1917, con el equipo de Dothan (Liga AL-FL-GA y Liga Dixie) y de 1936 a 1962 (Liga AL-FL, Liga GA-FL y Liga Estatal AL). Los equipos fueron conocidos en distintas épocas como Boll Weevils, Dothan Browns, Rebels, Cardinals y Phillies. Las afiliaciones a las Grandes Ligas se mantuvieron en años posteriores con los Cardenales de San Luis y los Filis de Filadelfia. Todos los equipos jugaban en el nivel de liga "D", una clasificación de ligas menores extinta que representaba el nivel de entrada o "novato" en las menores. Los estadios incluían Baker Field, City Park, Stadium Park, Jill Alexander Miracle Field y Wiregrass Memorial Stadium. 
La ciudad fue sede del Ultimate Fighting Championship el 7 de febrero de 1997 en el Dothan Civic Center Arena. 
Dothan fue seleccionado como uno de los 11 sitios de Alabama para un campo en el Robert Trent Jones Golf Trail. 
En 2007-2010, Dothan fue reconocida como parte de la iniciativa "Playful City USA" por KaBOOM!, creado para honrar a las ciudades que garantizan que sus niños tengan excelentes lugares para jugar.

## Economía
Dothan tiene una economía diversa. La agricultura es la industria más grande, aunque las ventas minoristas y los restaurantes han experimentado un rápido crecimiento en los últimos años. La producción de maní sigue siendo un pilar del sector agrícola, pero el algodón está ganando importancia. La producción de tomate también es importante, especialmente en la cercana ciudad de Slocomb, que se autodenomina "la capital mundial del tomate". 

### Principales empleadores
Según el Informe financiero anual integral de la ciudad de 2011,  los principales empleadores de la ciudad son:
| #  | Empleador                                               | Empleados |
| -- | ------------------------------------------------------- | --------- |
| 1  | Centro médico del sudeste de Alabama                    | 2.500     |
| 2  | Escuelas de la ciudad de Dothan y el condado de Houston | 1.973     |
| 3  | Hospital de Flores                                      | 1.100     |
| 4  | Ciudad de Dothan                                        | 927       |
| 5  | Nuclear del Sur (Farley)                                | 860       |
| 6  | Granjas Perdue                                          | 800       |
| 7  | Michelin                                                | 542       |
| 8  | Condado de Houston                                      | 430       |
| 9  | AAA Cooper                                              | 425       |
| 10 | Twitchell                                               | 387       |

## Delito
Según los registros disponibles en un sitio web de seguimiento de la violencia policial, la policía mató directa o indirectamente a 20 personas entre 2000 y 2020. La mayoría de las víctimas recibieron disparos, descargas eléctricas o asfixia.  Particularmente brutal fue el asesinato de un hombre en un refugio de animales local por negarse a mostrar una identificación adecuada a la policía.  Un juez federal absolvió al oficial de policía después de que las imágenes de la cámara corporal mostraran que el hombre había tomado la pistola Taser del oficial e intentó usarla contra el oficial durante un altercado.  En 2021, la ciudad de Dothan resolvió una demanda con un pago de 250.000 dólares. 

## Cultura

### Festivales
El Festival Nacional del Maní se celebra anualmente en noviembre y atrae hasta 200.000 visitantes. El festival presenta una amplia variedad de atracciones de carnaval, juegos, música en vivo y concursos. Entre las atracciones destacadas se encuentran una gran mitad de camino, entretenimiento a cargo de artistas discográficos de renombre nacional y el desfile más grande de la zona. El último día de la feria, se lleva a cabo un desfile del festival del maní en el centro de Dothan. 
Dothan también es sede de dos competiciones de barbacoa profesionales. El Festival de barbacoa de los tres estados se lleva a cabo el segundo fin de semana de abril y está autorizado por la Asociación Bar-B-Que de Florida. Se inició en 2006 y actualmente se lleva a cabo en el Centro Agrícola del Condado de Houston. PorktoberQue, un evento aprobado por el Oktoberfest y Kansas City Barbeque Society (KCBS), se lleva a cabo el último fin de semana de septiembre en Dothan en el mismo lugar que el Peanut Festival.

### Museos y monumentos
El Museo de Aviación del Ejército de EE. UU., en el cercano Fort Rucker, alberga una de las colecciones de helicópteros más grandes del mundo. El museo se centra en el papel de los vuelos con alas fijas y giratorias en el ejército de EE. UU. Las exhibiciones representan más de 100 años de aviación del ejército e incluyen una serie de dioramas de tamaño natural, películas y material interpretativo.
El Museo George Washington Carver relata la historia del genio afroamericano y ofrece información sobre las culturas africanas y sus influencias en el mundo, destacados científicos, exploradores e inventores afroamericanos, y las contribuciones positivas que los afroamericanos han hecho en los asuntos militares y sociales. desarrollo. 
El Museo de Arte Wiregrass, en la planta de energía y agua original de la ciudad (1913), presenta exposiciones continuas de arte visual y decorativo. Su colección permanente incluye obras de artistas contemporáneos del sudeste como Dale Kennington, Frank Flemming, Dale Lewis y Cal Breed, así como de artistas reconocidos a nivel nacional como Frank Stella y Jim Dine. El museo fue organizado en 1989 por ciudadanos privados y la ciudad de Dothan; es operado por el Wiregrass Museum of Art, Inc., una organización 501(c)3. 

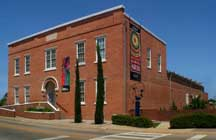
Museo de Arte Wiregrass

### Escena de arte y teatro
El Teatro Comunitario del Sureste de Alabama ofrece entretenimiento en vivo y producciones teatrales para la comunidad de Dothan. 
Spark Theatre Company es una compañía de teatro y un programa educativo de artes escénicas sin fines de lucro. Spark Theatre ofrece varias producciones de teatro público cada año realizadas por jóvenes y adolescentes del área de Dothan, un programa de teatro después de la escuela, así como clases de teatro complementarias para el sistema de escuelas públicas. 

### Arte público notable
La estatua de José en Millennium Park es una escultura de bronce fundido de diez pies en el centro de la ciudad. Representa el versículo bíblico "Porque los oí decir: Vayamos a Dotán" (Génesis 37:17), en el que el pueblo basó su nombre. 
Peanuts Around Town es un proyecto de arte público organizado por The Downtown Group, que consta de 5 pies (1,5 m) esculturas de maní decoradas de diversas formas y exhibidas alrededor de Dothan. 
"Wiregrass Festival of Murals" es un proyecto en curso que ofrece murales históricos pintados por muralistas aclamados a nivel nacional e internacional en paredes de edificios en el distrito histórico del centro. Se ofrecen visitas guiadas previa solicitud. 

### Música local
La Ópera de Dothan, construida en 1915, presenta representaciones teatrales, conciertos, sinfonías, presentaciones de ballet y otros eventos culturales. Los recorridos están disponibles a pedido.
Music South, anteriormente la Asociación Sinfónica del Sur de Alabama, ofrece una amplia variedad de actuaciones musicales, desde actuaciones sinfónicas clásicas hasta jazz, estilos musicales africanos y otros. "Music by Moonlight" ofrece cuatro conciertos gratuitos por año en Dothan's Landmark Park, con músicos de clásica, jazz, celta y bluegrass, entre otros. 
Patti Rutland Jazz es una compañía profesional de danza hip-hop y jazz contemporáneo en Dothan. La compañía produce dos producciones de danza teatral de jazz e hip-hop al año (una a finales de febrero y otra a principios de junio) en su sede en el Centro de Artes Culturales,  así como en la histórica Ópera de Dothan. Patti Rutland Jazz opera como una organización sin fines de lucro 501(c) (3) cuya misión principal es ofrecer a sus bailarines a la región de Wiregrass para ayudar a los jóvenes desatendidos con clases de baile gratuitas. Este programa de beneficio mutuo espera hacer de Dothan un destino y una fuente de futuros talentos de danza profesional en los Estados Unidos. 

## Atracciones de la zona

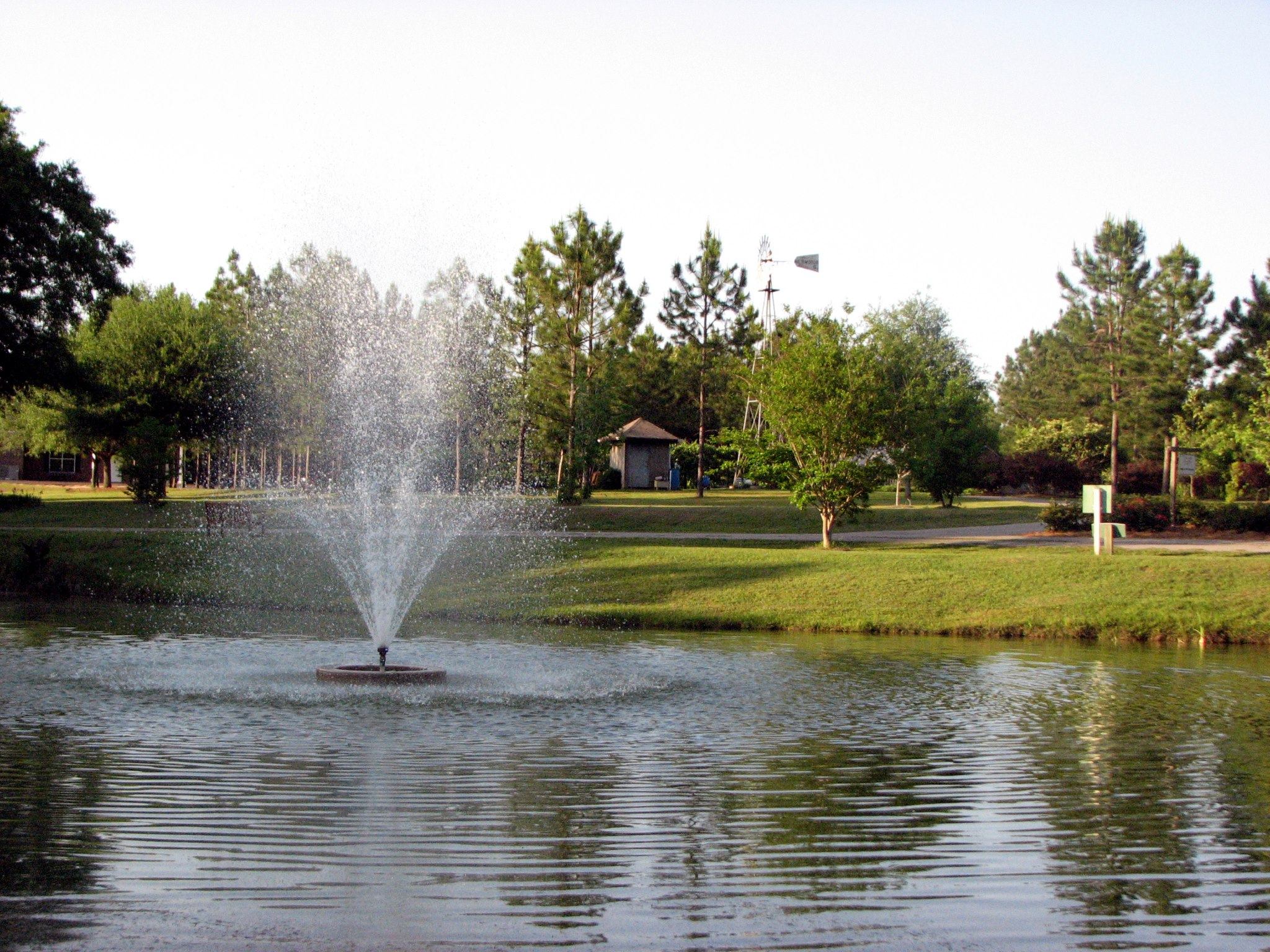
Jardines botánicos del área de Dothan

- Los jardines botánicos del área de Dothan incluyen 50 acres (20 ha) de jardines cultivados y paisajes boscosos no desarrollados.
- Landmark Park es un parque de 135 acres (55 ha) construido para preservar el patrimonio natural y cultural de la región Wiregrass del sureste de Alabama y sirve como museo oficial de agricultura de Alabama.
- El campo de golf Highland Oaks es parte del sendero de golf Robert Trent Jones de Alabama. [78]
- La "manzana más pequeña del mundo" está detrás del centro cívico de la ciudad de Dothan, entre North Appletree Street, North College Street y East Troy Street. [79]

## Gente notable
- John Rainey Adkins (1941-1989), guitarrista y compositor autodidacta
- Johnny Mack Brown (1904-1974), actor de cine
- Donna D'Errico (nacida en 1968), actriz y modelo
- Dancin 'Dave (1927-2015), artista callejero local.
- Matt Cain (nacido en 1984), lanzador de MLB
- Trent Forrest (nacido en 1998), jugador de la NBA
- Bobby Goldsboro (nacido en 1941), cantante y compositor
- Clay Holmes (nacido en 1993), lanzador de MLB
- Jamie Thomas (nacido en 1974), patinador profesional
- Haywood Sullivan (1930-2003), receptor y propietario de las Grandes Ligas de Béisbol

## Ciudades Hermanas
- Alajuela, Costa Rica